# Bahnstrecke Lębork–Bytów
| Bahnsteiganlage im Bahnhof Lębork (Lauenburg (Pommern)) |                            |                                              |                                              |
| Streckennummer: | PKP 237                    |                                              |                                              |
| Kursbuchstrecke (PKP): | 443 (2004)                 |                                              |                                              |
| Kursbuchstrecke: | 111v (1934) DR 124x (1944) |                                              |                                              |
| Streckenlänge: | 55,1 km                    |                                              |                                              |
| Spurweite: | 1435 mm (Normalspur)       |                                              |                                              |
| Streckengeschwindigkeit: | 40 km/h                    |                                              |                                              |
| |                            |                                              |                                              |
| \| \| \| von Stargard Szczeciński \| \| \| \| \| von Łeba \| \| \| \| 0,405 \| Lębork früher Lauenburg (Pommern) \| Lębork früher Lauenburg (Pommern) \| \| \| \| nach Danzig \| \| \| \| \| nach Kartuzy–Pruszcz Gdański \| \| \| \| 1,323 \| Anschluss Lębork Elewator \| Anschluss Lębork Elewator \| \| \| 2,483 \| Lębork Dretowo früher Finkenbruch \| Lębork Dretowo früher Finkenbruch \| \| \| 8,376 \| Osowo Lęborskie früher Wussow (Kr Lauenburg) \| Osowo Lęborskie früher Wussow (Kr Lauenburg) \| \| \| 11,095 \| Maszewo Lęborskie früher Groß Massow \| Maszewo Lęborskie früher Groß Massow \| \| \| \| Anschluss Flughafen Siermirowice \| \| \| \| 16,9 \| Cewice früher Zewitz, Personenhalt \| Cewice früher Zewitz, Personenhalt \| \| \| 20,2 \| Wutzkow \| Wutzkow \| \| \| 23,6 \| Helenenhof \| Helenenhof \| \| \| 29,9 \| Schwarz Damerkow \| Schwarz Damerkow \| \| \| 33,2 \| Jerskewitz \| Jerskewitz \| \| \| 37,4 \| Jassener See \| Jassener See \| \| \| 41,8 \| Neukrug \| Neukrug \| \| \| 46,4 \| Pomeiske \| Pomeiske \| \| \| \| von Lipusz \| \| \| \| 55,1 \| Bytów früher Bütow \| Bytów früher Bütow \| \| \| \| nach Korzybie \| \| \| \| \| nach Miastko \| \| |                            |                                              |                                              |
| Strecke |                            | von Stargard Szczeciński                     | von Stargard Szczeciński                     |
| Abzweig geradeaus und von links |                            | von Łeba                                     | von Łeba                                     |
| Bahnhof | 0,405                      | Lębork früher Lauenburg (Pommern)            | Lębork früher Lauenburg (Pommern)            |
| Abzweig geradeaus und nach links |                            | nach Danzig                                  | nach Danzig                                  |
| Abzweig geradeaus und ehemals nach rechts |                            | nach Kartuzy–Pruszcz Gdański                 | nach Kartuzy–Pruszcz Gdański                 |
| Abzweig geradeaus und ehemals nach links | 1,323                      | Anschluss Lębork Elewator                    | Anschluss Lębork Elewator                    |
| ehemaliger Bahnhof | 2,483                      | Lębork Dretowo früher Finkenbruch            | Lębork Dretowo früher Finkenbruch            |
| ehemaliger Haltepunkt / Haltestelle | 8,376                      | Osowo Lęborskie früher Wussow (Kr Lauenburg) | Osowo Lęborskie früher Wussow (Kr Lauenburg) |
| ehemaliger Bahnhof | 11,095                     | Maszewo Lęborskie früher Groß Massow         | Maszewo Lęborskie früher Groß Massow         |
| Abzweig geradeaus und von links |                            | Anschluss Flughafen Siermirowice             | Anschluss Flughafen Siermirowice             |
| Betriebs-/Güterbahnhof Strecke ab hier außer Betrieb | 16,9                       | Cewice früher Zewitz, Personenhalt           | Cewice früher Zewitz, Personenhalt           |
| Bahnhof (Strecke außer Betrieb) | 20,2                       | Wutzkow                                      | Wutzkow                                      |
| Bahnhof (Strecke außer Betrieb) | 23,6                       | Helenenhof                                   | Helenenhof                                   |
| Bahnhof (Strecke außer Betrieb) | 29,9                       | Schwarz Damerkow                             | Schwarz Damerkow                             |
| Bahnhof (Strecke außer Betrieb) | 33,2                       | Jerskewitz                                   | Jerskewitz                                   |
| Bahnhof (Strecke außer Betrieb) | 37,4                       | Jassener See                                 | Jassener See                                 |
| Bahnhof (Strecke außer Betrieb) | 41,8                       | Neukrug                                      | Neukrug                                      |
| Bahnhof (Strecke außer Betrieb) | 46,4                       | Pomeiske                                     | Pomeiske                                     |
| Abzweig ehemals geradeaus und von links |                            | von Lipusz                                   | von Lipusz                                   |
| Kopfbahnhof Strecke ab hier außer Betrieb | 55,1                       | Bytów früher Bütow                           | Bytów früher Bütow                           |
| Abzweig geradeaus und nach rechts (Strecke außer Betrieb) |                            | nach Korzybie                                | nach Korzybie                                |
| Strecke (außer Betrieb) |                            | nach Miastko                                 | nach Miastko                                 |

Die Bahnstrecke Lębork–Bytów ist eine nicht mehr betriebene Nebenbahn in der polnischen Woiwodschaft Pommern. Sie verläuft in nordöstlicher Richtung und verbindet die beiden Kreisstädte Lębork (Lauenburg (Pommern)) und Bytów (Bütow) miteinander.

## Geschichte

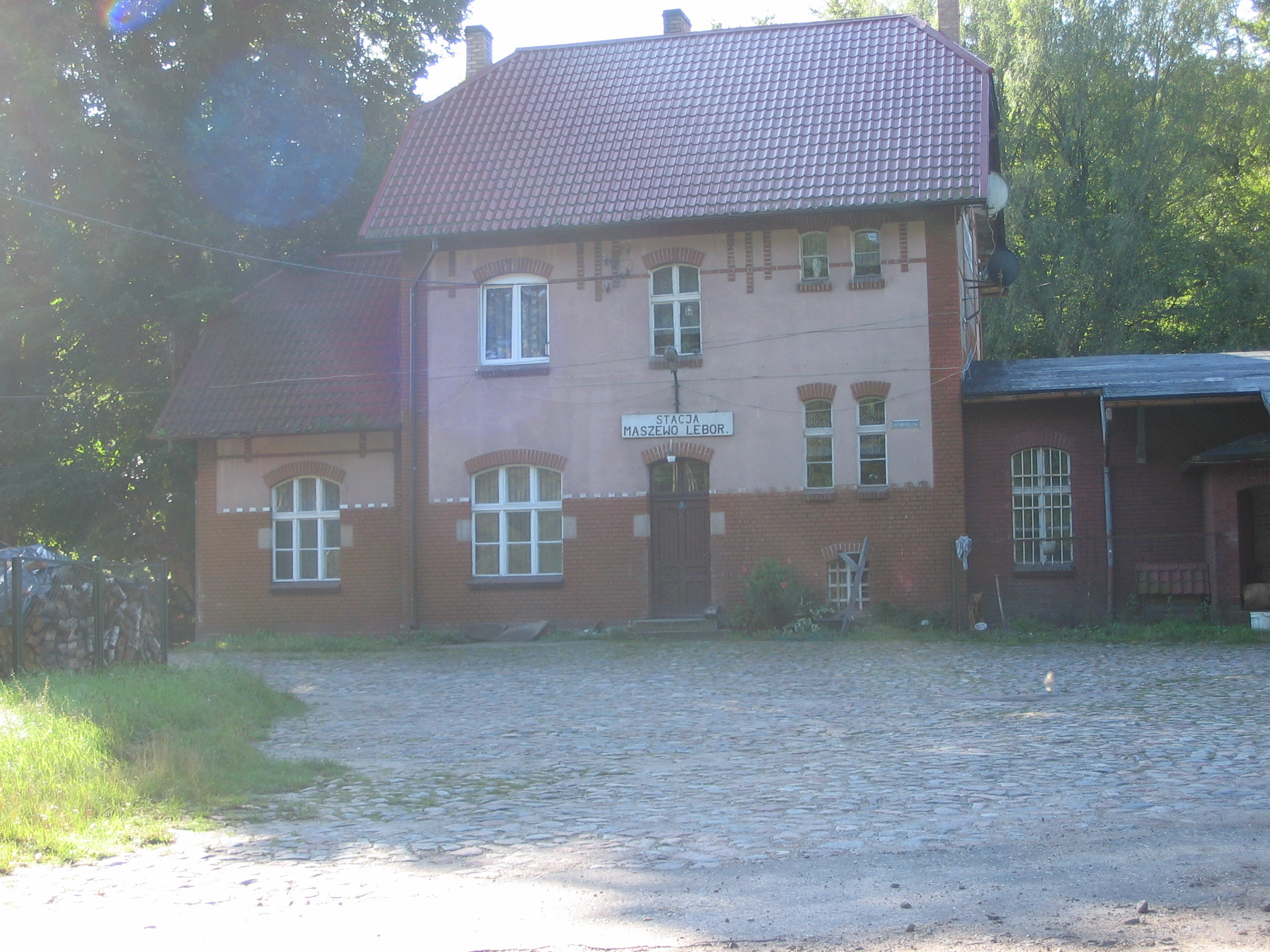
Bahnhof von Maszewo Lęborskie (Groß Massow)

Im Jahre 1870 hatte die Berlin-Stettiner Eisenbahn-Gesellschaft mit der Strecke Stargard–Danzig für Lauenburg den Anschluss an das deutsche Bahnnetz hergestellt. Die Preußische Staatsbahn sorgte dann im Jahre 1902 für eine Anbindung der Kreisgebiete Lauenburg (Pommern), Stolp und Bütow, nachdem bereits drei Jahre vorher eine Bahnverbindung von Lauenburg nach Leba (heute polnisch: Łeba) an der Ostsee geschaffen war und 1905 dann auch noch eine Bahnlinie in das westpreußische Karthaus (Kartuzy) gebaut wurde.
Bütow war bereits 1884 durch die Preußische Staatsbahn an die Strecke Stargard–Danzig in Schlawe (Sławno) über eine Nebenbahn angeschlossen, die über Alt Kolziglow (Kołczgyłowy) nach Zollbrück (Korzybie) führte. 1901 entstand dann die Strecke von Bütow in das westpreußische Lippusch (Lipusz) bis nach Berent (Kościerzyna), und 1909 folgte die Bahnstrecke nach Rummelsburg (Pommern) (Miastko).
Die Bahnstrecke Lębork–Bytów wurde 1945 stillgelegt und teilweise demontiert. 1947 öffnete die Polnische Staatsbahn (PKP) den Abschnitt Lębork–Maszewo Lęborskie (Groß Massow) wieder für den Bahnverkehr und stellte auch den Abschnitt Maszewo Lęborskie–Cewice (Zewitz), allerdings nur für den Güterverkehr, wieder her. In Cewice wurde ein Anschlussgleis zum Militärflugplatz bei Siemirowice (Schimmerwitz) verlegt.
Zum 25. Juli 1979 wurde schließlich wurde der Personenverkehr, 2004 auch der Güterverkehr auf der gesamten verbliebenen Strecke eingestellt und 2013 wiederaufgenommen.

## Streckenbeschreibung
Die 55 Kilometer lange Bahnstrecke verlief weitgehend parallel zur ehemaligen deutsch-polnischen Grenze von 1920, die Pommern vom nun polnischen Westpreußen trennte (Polnischer Korridor). Auch war sie parallel zur deutschen Reichsstraße 158 von Lauenburg (Pommern) über Bütow bis nach Berlin angelegt, auf deren Trasse hier heute die Woiwodschaftsstraßen 214 und 212 verlaufen.
In ihrem letzten Abschnitt führt die Bahnstrecke durch den heutigen Park Krajobrazowy Dolina Słupi (Landschaftsschutzpark Stolpetal), den sie am Ufer entlang des Jezioro Jasień (Jassener See) durchquert.